# 454 v. Chr.
Portal Geschichte | Portal Biografien | Aktuelle Ereignisse | Jahreskalender | Tagesartikel

◄ |
6. Jahrhundert v. Chr. |
5. Jahrhundert v. Chr. |
4. Jahrhundert v. Chr. |
►

◄ | 470er v. Chr. | 460er v. Chr. | 450er v. Chr. | 440er v. Chr. |
430er v. Chr. |
►

◄◄ | ◄ | 457 v. Chr. | 456 v. Chr. | 455 v. Chr. | 454 v. Chr. |
453 v. Chr. |
452 v. Chr. |
451 v. Chr. |
► |
►►

## Ereignisse
- Die Bundeskasse des Attischen Seebundes wird von Delos nach Athen verlegt.
- Die beiden griechisch-sizilischen Städte Segesta und Selinunt führen einen Krieg um einen Seehafen am Tyrrhenischen Meer.